# Epipactis condensata
Epipactis condensata là một loài thực vật có hoa trong họ Lan. Loài này được Boiss. ex D.P.Young mô tả khoa học đầu tiên năm 1970.